# Nataly Ávila Navarro
Nataly Ávila Navarro (Ciudad de México, 10 de octubre de 2001) es una futbolista mexicana que juega en la posición de volante. Jugó con los Pumas en los torneos Apertura 2017 y Clausura 2018 de la Liga MX Femenil.

## Carrera deportiva
Debutó el 28 de julio de 2017 en el partido inaugural del Torneo Apertura 2017, en el que triunfó el Pachuca por marcador de 3-0. Ávila entró de titular, jugó los 90 minutos. Durante este torneo anotó un gol en la Jornada 12, cuando su equipo jugó contra el Cruz Azul en el Estadio Azul. Este gol fue considerado uno de los mejores del torneo.
En el Torneo Clausura 2018 anotó dos goles. El primero fue en la jornada 2, cuando las Pumas recibieron a las Xolas de Tijuana y las vencieron con marcador de 3-0. El segundo fue en la jornada 4, cuando las Pumas vencieron 3-0 al Veracruz como visitantes.